# 小口杜父魚
小口杜父魚，為輻鰭魚綱鮋形目杜父魚亞目杜父魚科的其中一種，為溫帶淡水魚，分布於歐洲德涅斯特河、奧得河和維斯瓦河淡水及半鹹水流域，體長可達10.1公分，棲息在底中層水域，以底棲性無脊椎動物為食，生活習性不明。

## 擴展閱讀
維基物種上的相關：小口杜父魚